# Júlio Borges
Júlio Borges är en kommun i Brasilien.   Den ligger i delstaten Piauí, i den östra delen av landet, 700 km nordost om huvudstaden Brasília. Antalet invånare är 5 377.
Omgivningarna runt Júlio Borges är huvudsakligen savann. Runt Júlio Borges är det mycket glesbefolkat, med 3 invånare per kvadratkilometer.